# 白苏伐勃駃
白苏伐勃駃（龜茲語：或；意爲“黃金之花”，?—?），王族白姓，唐朝初年龟兹国王。曾经派遣使节向唐高祖朝贡，祝贺唐朝取代隋朝。他死后，儿子白苏伐叠继位。苏伐叠死後，白苏伐叠的弟弟白诃黎布失毕继位。

## 名稱
白苏伐勃駃的名稱在龜茲語中有時寫作，是其梵語名稱的直譯。